# Верхня Колибелька
Верхня Колибелька (рос. Верхняя Колыбелька) — село в Хлевенському районі Липецької області Російської Федерації.
Населення становить 699  осіб. Належить до муніципального утворення Верхнє-Колибельська сільрада.

## Історія
З 13 червня 1934 до 1954 року у складі Воронезької області. Відтак входить до складу Липецької області.
Згідно із законом від 2 липня 2004 року №114-оз органом місцевого самоврядування є Верхнє-Колибельська сільрада.

## Населення
| 2009 | 2010 |
| ---- | ---- |
| 726  | ↘699 |